# Енрике Адамс
Енрике Адамс је био шпански пантомимичар, рођен у Барселони 2. новембра 1873. године.

## Биографија
Његов отац је био из Маона, а мајка из Каталоније, док је презиме узео од деде, пореклом из Сједињених Америчких Држава. Иако је се његови уметнички почеци везују за сликарство, у Тулузу је студирао пантомиму, где је и наступао. Године 1892. придружио се браћи Ибањез, са којим је дебитовао у представама Власник оружја и Живот и путовања Кристофера Колумба. Између 1893. и 1900. издвојио се као један од најпознатијих у том тренутку. Тада је започео дугу турнеју по Европи, а такође је наступао у Лондону, Ливерпулу, Стразбуру, Минхену, Берлину, Кијеву, Москви, Риму, Милану итд. У Паризу је радио као професор на Конзерваторијуму. Почев од 1912. повремено  је наступао у Барселони. У августу исте године појавио се у Позоришту Сориано са пет улога.